# Stora Harasjön
Stora Harasjön är en sjö i Borås kommun i Västergötland och ingår i Viskans huvudavrinningsområde. Sjön är 7,9 meter djup, har en yta på 0,008 kvadratkilometer och befinner sig 146 meter över havet.